# Lore König
Lore König (* um 1940, geborene Lore Voit) ist eine österreichische Badmintonspielerin. 

## Karriere
Lore Voit gewann 1961 ihren ersten nationalen Titel in Österreich. 10 weitere Meisterehren folgten bis 1975. International war sie fünf Mal bei den Austrian International erfolgreich.

## Sportliche Erfolge
| Saison | Veranstaltung                   | Disziplin   | Platz | Name                          |
| ------ | ------------------------------- | ----------- | ----- | ----------------------------- |
| 1961   | Österreich: Einzelmeisterschaft | Mixed       | 1     | Hermann Fröhlich / Lore Voit  |
| 1962   | Österreich: Einzelmeisterschaft | Mixed       | 1     | Hermann Fröhlich / Lore Voit  |
| 1963   | Österreich: Einzelmeisterschaft | Damendoppel | 1     | Lore Voit / Brigitte Hlinka   |
| 1964   | Österreich: Einzelmeisterschaft | Damendoppel | 1     | Lore Voit / Brigitte Hlinka   |
| 1964   | Österreich: Einzelmeisterschaft | Mixed       | 1     | Hermann Fröhlich / Lore Voit  |
| 1965   | Österreich: Einzelmeisterschaft | Mixed       | 1     | Hermann Fröhlich / Lore Voit  |
| 1967   | Austrian International          | Damendoppel | 1     | Brigitte Hlinka / Lore Voit   |
| 1969   | Österreich: Einzelmeisterschaft | Mixed       | 1     | Hermann Fröhlich / Lore König |
| 1970   | Österreich: Einzelmeisterschaft | Mixed       | 1     | Hermann Fröhlich / Lore König |
| 1972   | Austrian International          | Mixed       | 1     | Hermann Fröhlich / Lore König |
| 1973   | Österreich: Einzelmeisterschaft | Mixed       | 1     | Hermann Fröhlich / Lore König |
| 1974   | Österreich: Einzelmeisterschaft | Mixed       | 1     | Hermann Fröhlich / Lore König |
| 1973   | Austrian International          | Mixed       | 1     | Hermann Fröhlich / Lore König |
| 1974   | Austrian International          | Mixed       | 1     | Hermann Fröhlich / Lore König |
| 1975   | Österreich: Einzelmeisterschaft | Mixed       | 1     | Hermann Fröhlich / Lore König |
| 1975   | Austrian International          | Mixed       | 1     | Reinhold Pum / Lore König     |